# バウル (ブラジル)
バウル (Bauru [bäʊ̯ˈɾu]) は、ブラジルのサンパウロ州中西部の都市。人口は37万9297人（2020年）である。
サッカー選手のペレが幼少期を過ごした場所でもある。
日本の元サッカー選手土屋征夫の愛称のバウルは、サッカー留学で住んでいたこの町の名前にちなんでいる。

## 姉妹都市
- 日本、天理市 - 1970年4月18日提携
- ルーマニア、シビウ - 1995年

## 出身者
- マルコス・ポンテス - 宇宙飛行士
- ドニゼッチ・フランシスコ・デ・オリベイラ - サッカー選手
- ジュリオ・セザール・ダ・シウバ - サッカー選手
- マルコ・アウレーリョ・シルバ・ブジサニ - サッカー選手
- アレクサンドロ・バルボーサ・フェリスビーノ - サッカー選手
- ヘイナウド・フェリスビーノ - サッカー選手